# Iguanura corniculata
Iguanura corniculata är en enhjärtbladig växtart som beskrevs av Odoardo Beccari. Iguanura corniculata ingår i släktet Iguanura och familjen Arecaceae. Inga underarter finns listade i Catalogue of Life.